# Acil-homoserin-lakton sintaza
Acil-homoserin-lakton sintaza (EC 2.3.1.184, acil-homoserin laktonska sintaza, acil homoserin laktonska sintaza, acil-homoserinlakton sintaza, acilhomoserin laktonska sintaza,  sintaza,  sintaza, AhyI, AinS, AinS protein, autoinducer sintaza, autoinducer sinteza protein rhlI, EsaI, ExpISCC1, ExpISCC3065, LasI, LasR, LuxI, LuxI protein, LuxM, N-acil homoserin lakton sintaza, RhlI, YspI, acil-(acil nosilac protein):S-adenozil--metionin aciltranseraza (formira lakton, otpušta metiltioadenozin)) je enzim sa sistematskim imenom acil-(acil-nosilac protein):-adenozil--metionin aciltranseraza (formira lakton). Ovaj enzim katalizuje sledeću hemijsku reakciju
acil-[acil-nosilac protein] + S-adenozil--metionin {\displaystyle \rightleftharpoons }  [acil-nosilac protein] + S-metil-5'-tioadenozin + N-acil-L-homoserin lakton
Acil-homoserinske laktone formiraju brojne bakterijske vrste. Oni se koriste za regulaciju izražavanja gena virulencije u procesu poznatom kao očitavanje kvoruma.

## Literatura
- Nicholas C. Price; Lewis Stevens (1999). Fundamentals of Enzymology: The Cell and Molecular Biology of Catalytic Proteins (Third изд.). USA: Oxford University Press. ISBN 019850229X.
- Eric J. Toone (2006). Advances in Enzymology and Related Areas of Molecular Biology, Protein Evolution (Volume 75 изд.). Wiley-Interscience. ISBN 0471205036.
- Branden C; Tooze J. Introduction to Protein Structure. New York, NY: Garland Publishing. ISBN 0-8153-2305-0.
- Irwin H. Segel. Enzyme Kinetics: Behavior and Analysis of Rapid Equilibrium and Steady-State Enzyme Systems (Book 44 изд.). Wiley Classics Library. ISBN 0471303097.

## Spoljašnje veze
- Acyl-homoserine-lactone+synthase на 